# Seneca (stamme)
 For alternative betydninger, se Seneca. (Se også artikler, som begynder med Seneca)
Seneca er en irokesisk stamme med hjemsted i det nordøstlige USA, fortrinsvis i New York. Seneca var ydermere en af seks irokesiske stammer, det tilsammen udgjorde irokeserføderationen, der blev skabt i 1142.
| Folkeslag | Spire Denne artikel om folkeslag eller etnografi er en spire som bør udbygges. Du er velkommen til at hjælpe Wikipedia ved at udvide den. |